# Ли Мэйсу
Ли Мэйсу́ (кит. упр. 李梅素, пиньинь Lǐ Méisù; род. 17 апреля 1959) — китайская легкоатлетка, призёр Олимпийских игр.
Ли Мэйсу родилась в 1959 году в провинции Хэбэй. В 1976 году вошла в сборную провинции по лёгкой атлетике. В 1982 году завоевала золотую медаль 9-х Азиатских игр, толкнув ядро на 17,77 м. В 1987 году на 6-й Спартакиаде народов КНР Ли Мэйсу дважды побила рекорд Азии, толкнув ядро на 20,87 и 20,95 м. В 1988 году она завоевала бронзовую медаль Олимпийских игр в Сеуле, толкнув ядро на 21,06 м.